# نویل چمبرلین (بازیکن فوتبال)
نویل چمبرلین (انگلیسی: Neville Chamberlain; ۲۲ ژانویهٔ ۱۹۶۰ – ) بازیکن فوتبال اهل بریتانیا بود.
از باشگاه‌هایی که در آن بازی کرده‌است می‌توان به باشگاه فوتبال استوک سیتی، باشگاه فوتبال منزفیلد تاون، باشگاه فوتبال دونکستر راورز، باشگاه فوتبال روستر، باشگاه فوتبال نیوپورت کانتی، باشگاه فوتبال شپشد دینامو، باشگاه فوتبال ماتلوک تاون، باشگاه فوتبال وورکساپ تاون، باشگاه فوتبال استافورد رانجرز، باشگاه فوتبال پلیموث آرگیل، باشگاه فوتبال پورت ویل، و باشگاه فوتبال لیک تاون اشاره کرد.